# Huncovská kotlina
Huncovská kotlina (jiné názvy: méně často: Huncovská dolina, méně často: Huncovský žlab; polsky Dolina Huncowska německy Hunsdorfer Grube maďarsky Hunfavi gödör je dolina ve Vysokých Tatrách, kterou uzavírá úsek severovýchodního ramene Lomnického štítu od Kežmarského štítu po Velkou Svišťovku a ze stran ji lemují boční větve obou těchto vrchů. U Tatranské magistrály se dolina postupně rozplývá v porostech a ztrácí výraznější ohraničení na jihozápadní straně. Od ústí Huncovského potoka ve výši 900 m n. m. nad Tatranskými Matliarmi až po úpatí Kežmarského štítu ve výšce asi 2200 m n. m. je dolina dlouhá asi 5,5 km. 

## Vodní toky
Dolinou protéká Huncovský potok zásobovaný potokem Jašterica. Huncovskej potok teče v horní části pod povrchem, objevuje se na povrchu ve výšce asi 1400 m n. m. a vtéká ve výšce kolem 900 m n. m. při Tatranských Matliaroch do Skalnatého potoka 

## Název
Vyplývá ze skutečnosti, že kotlinu uzavírají hřebeny Huncovského štítu. údolí dala název obec Huncovce, v níž historickém katastru dolina leží. 

## Turistika
Horní část doliny je turisticky nepřístupná
- červená - ( Tatranská magistrála ) vede od Skalnatého plesa přes Huncovskú dolinu na Sedlo pod Svišťovkou a potom na Chatu při Zeleném plese.
- - po modré značce od stanice visuté lanovky Štart na Sedlo pod Svišťovkou přes Vyšnú Folvarskú Poľanu
- - po modré značce dolní částí doliny z Tatranských Matliarov přes Huncovské úbočí na Chatu při Zeleném plese.